# Evania congica
Evania congica är en stekelart som beskrevs av De Saeger 1943. Evania congica ingår i släktet Evania och familjen hungersteklar. Inga underarter finns listade i Catalogue of Life.